# NGC 5471
NGC 5471 est une nébuleuse en émission (région HII) située dans la galaxie M101 (la galaxie du Moulinet) en direction de la constellation Grande Ourse. Neuf autres régions de M101 sont inscrites au New General Catalogue, soit NGC 5447, NGC 5449, NGC 5450, NGC 5451, NGC 5453, NGC 5455, NGC 5458, NGC 5461 et NGC 5462. Trois de ces régions ont été découvertes par William Herschel (NGC 5447, NGC 5461 et NGC 5463) et les six autres par Bindon Stoney. 

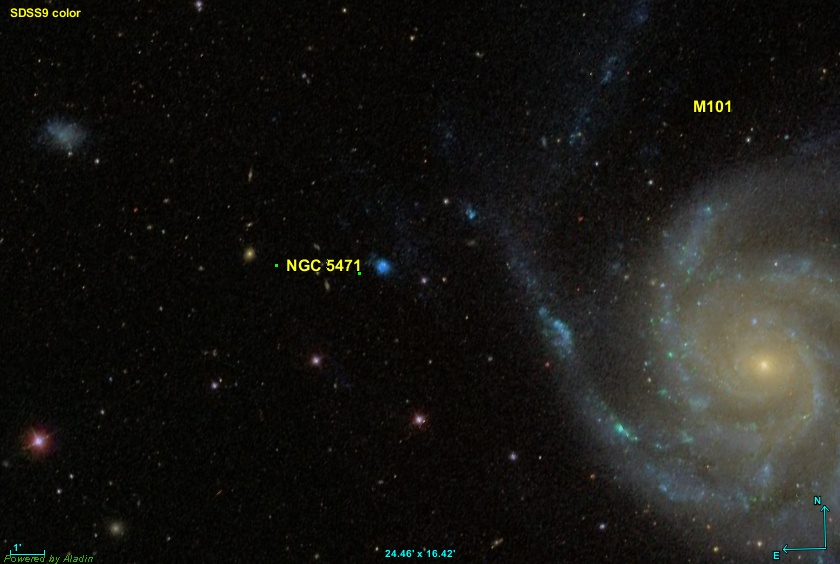
Contrairement aux objets NGC découverts par Herschel et Stoney, NGC 5471 est situé en périphérie de M101 et on ne s'entend pas sur sa nature.

NGC 5471 est cependant, contrairement aux neuf autres régions découvertes par Herschel et Stoney, situé en périphérie de M101 et elle a été découverte plus tard par d'Arrest en 1863. De plus, on ne s'entend pas sur sa nature. Pour la base de données Simbad, il s'agit d'une galaxie et pour le professeur Seligman, c'est un nuage d'étoiles. La base de données HyperLeda indique la notation PG pour NGC 5471, donc Part of Galaxy. Quant à la base de données NASA/IPAC, on mentionne qu'il s'agit d'une région HII, mais plus loin il est indiqué sous la rubrique morphologie que c'est une galaxie de Wolf-Rayet.